# 2018年5月12日巴黎持刀袭击事件
2018年巴黎持刀袭击事件是指于2018年5月12日在法国巴黎发生的一件杀人事件。一名1997年出生于俄罗斯联邦车臣共和国的21岁持刀男子对5名路人进行袭击，造成至少1人死亡、4人受伤，巴黎警方迅速行动赶到现场击毙了袭击者。事件发生在圣奥古斯丁街以及舒瓦瑟尔拱廊街。

## 事件概况
该事件发生于法国首都巴黎第二区，警方首先试图用电击枪阻止施暴者，随后开枪击毙暴徒。 现场监控视频显示，从梅于尔街向北涌向玛索里耶街的人群中至少有一人在街角拐角处受伤。

## 各界反应

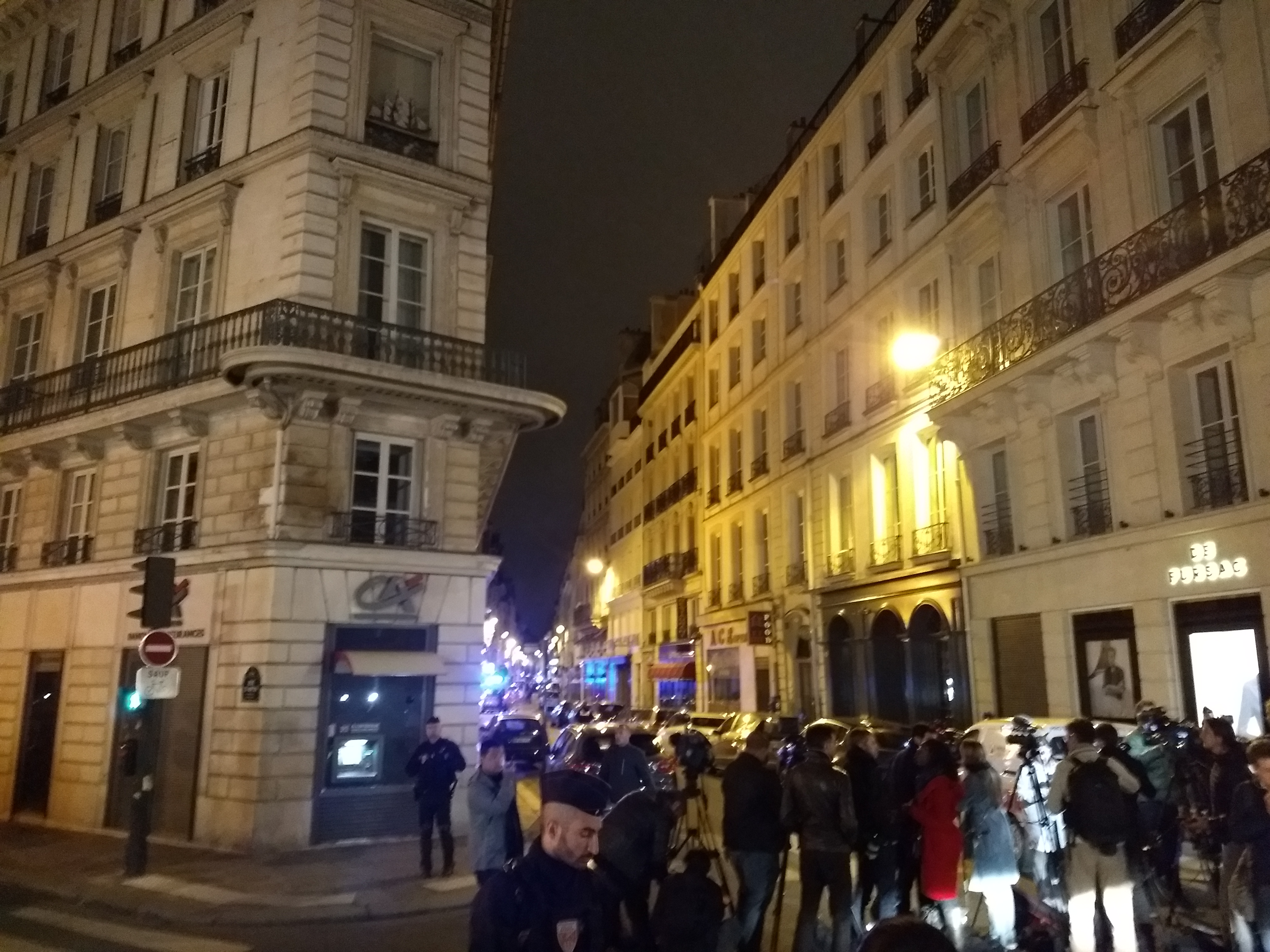
事件發生後警方封鎖了襲擊發生地點

巴黎市长安娜·伊達戈在推特上写道：“今晚，我们的城市已经受伤”，“所有巴黎人都应相伴左右”。 法国总统埃马纽埃尔·马克龙向遇难者祈祷，并感谢警方的迅速行动。法国内政部长热拉尔·科隆赞扬法国警方对待施暴者的冷静以及快速的反应。
巴黎检察官弗朗索瓦·莫兰于12日午夜在袭击事件现场召开新闻发布会说，已有多位目击者证实袭击者在行凶时高呼宗教口号，法国媒体称恐怖组织伊斯兰国宣称制造了此次袭击事件，但尚未确认袭击者具体身份。

## 嫌疑犯
伊拉克和黎凡特伊斯兰国（意即ISIL）通讯社后来声称对袭击事件负责，并称嫌疑犯是其“战士”之一，目击者称施暴者高喊“真主至上”。 嫌疑犯系1997年出生于俄罗斯联邦车臣共和国，该嫌疑人此前从未有过犯罪记录，但是其父母亦被警方拘留，正在接受审讯。《路透社》援引消息人士的内容，警方在此之前并不了解该嫌犯。 目前ISIL并没有其对该事件负责的相关证据，也没有任何当局或者可靠来源支持其对该事件负责的证据。法国BFM网络采访了一位不愿透露姓名的证人，他表示，餐馆入口处的一名年轻女子的脖子被击中后被安全救出。 巴黎警察局将此次事件定性为“恐怖袭击”。
嫌犯名为哈姆扎特·阿齊莫夫（Khamzat Azimov），1997年11月生於車臣共和國的阿爾貢。2000年代初阿齊莫夫一家從車臣來到法國，住在尼斯，在2004年獲得難民身份。阿齊莫夫的父母後來分居。阿齊莫夫搬到斯特拉斯堡上學。2010年母親獲准入籍法國，未成年的阿齊莫夫也自動入籍，而其父親另行申請入籍但被拒絕。2016年阿齊莫夫因為加入了一個由希望前往敘利亞的年輕人組成的激進組織，被斯特拉斯堡的情報機關列入威脅國家安全名單（fiche S）及防止恐怖主義激進化跟蹤名單（FSPRT），不過他被評估為一個「跟隨者」，不是重要人物。案發前不久，他搬到巴黎與已復合的父母同住。伊斯蘭國在案發後一日，發放一段略長於兩分鐘的影片，在影片中阿齊莫夫臉部半遮，向伊斯蘭國效忠，並且指責法國轟炸伊斯蘭國的部隊，應該受到報復。

## 傷亡情况
截止目前，事故已经造成一名29歲法國男子傷重不治身亡；另有一名34歲盧森堡男子背部受傷，經手術後脱离生命危險。同时他的另外兩名朋友受傷較輕，他們是一名26歲女子和一名31歲男子。还有一名54歲女子臉部嚴重受傷，但现在也無生命危險。4名伤者当中有一人为中华人民共和国公民，无生命危险。